# Ostoja Kozubowska
Ostoja Kozubowska este o arie protejată (arie specială de conservare — SAC, sit de importanță comunitară — SCI) din Polonia întinsă pe o suprafață de 4.181,5 ha, integral pe uscat.

## Localizare
Centrul sitului Ostoja Kozubowska este situat la coordonatele 50°24′57″N 20°28′53″E / 50.4158°N 20.4813°E.

## Înființare
Situl Ostoja Kozubowska a fost declarat sit de importanță comunitară în octombrie 2009 pentru a proteja 2 specii de plante și 5 specii de animale. Situl a fost protejat și ca arie specială de conservare în august 2018.

## Biodiversitate
Situată în ecoregiunea continentală, aria protejată conține 9 habitate naturale: Tufărișuri subcontinentale peripanonice, Formațiuni de Juniperus communis pe lande sau pajiști calcaroase, Pajiști uscate seminaturale și facies de acoperire cu tufișuri pe substraturi calcaroase (Festuco-Brometalia) (* situri importante pentru orhidee), Pajiști uscate seminaturale și facies de acoperire cu tufișuri pe substraturi calcaroase (Festuco-Brometalia) (* situri importante pentru orhidee), Pajiști aluvionare inundabile, de Cnidion dubii, Fânețe de joasă altitudine (Alopecurus pratensis, Sanguisorba officinalis), Păduri de stejar și carpen Galio-Carpinetum, Păduri mixte riverane de Quercus robur, Ulmus laevis și Ulmus minor, Fraxinus excelsior sau Fraxinus angustifolia, de-a lungul marilor râuri (Ulmenion minoris), Păduri stepice euro-siberiene cu Quercus spp..
La baza desemnării sitului se află mai multe specii protejate:
- plante (2): Angelica palustris, papucul doamnei (Cypripedium calceolus)
- mamifere (2): castor (Castor fiber), vidră de râu (Lutra lutra)
- nevertebrate (3): Ophiogomphus cecilia, Osmoderma eremita, Phengaris teleius